# Plagiodontia
Plagiodontia is een geslacht van zoogdieren uit de familie van de stekelratten (Echimyidae). De wetenschappelijke naam van het geslacht werd in 1836 gepubliceerd door Frédéric Cuvier. Het geslacht is endemisch op Hispaniola.

## Soorten
Er worden 3 soorten in dit geslacht geplaatst:
- Plagiodontia aedium F. Cuvier, 1836 - Zagoeti van Cuvier
- † Plagiodontia ipnaeum D. H. Johnson, 1948 - Zagoeti
- † Plagiodontia spelaeum G. S. Miller, 1929